# Грузька (ліва притока Інгулу)
Грузька — річка в Україні у Долинському районі Кіровоградської області. Ліва притока річки Інгулу (басейн Південного Бугу).

## Опис
Довжина балки річки 10,32 км, найкоротша відстань між витоком і гирлом — 8,54 км, коефіцієнт звивистості річки — 1,21. Формується декількома струмками та загатами. На деяких ділянках річка пересихає.

## Розташування
Бере початок на південній стороні від села Спільне. Тече переважно на південний захід через село Новосавицьке і у селі Лаврівка впадає в річку Інгул, ліву притоку річки Південного Бугу.

## Цікаві факти
- У XX столітті на річці існували скотні двори, газгольдер та газові свердловини[2], а у XIX столітті — 1 скотний двір[1].